# Edizioni de La confessione
In questa voce sono elencate e descritte le edizioni del programma La confessione, in onda su Nove dal 2017 al 2023 e su Rai 3 dal 2024 con la conduzione di Peter Gomez.

## Prima edizione (2017)
- Rete: NOVE
- Periodo: 11 ottobre 2017 - 18 ottobre 2017
- Numero di puntate: 4

| Puntata | Data            | Ospiti            | Ascolti        | Ascolti | Fonte |
| Puntata | Data            | Ospiti            | Telespettatori | Share   | Fonte |
| ------- | --------------- | ----------------- | -------------- | ------- | ----- |
| 1       | 11 ottobre 2017 | Emilio Fede       | 206.000        | 2%      | [ 1 ] |
| 2       | 11 ottobre 2017 | Alex Schwazer     | 147.000        | 1,9%    | [ 1 ] |
| 3       | 18 ottobre 2017 | Lele Mora         | 286.000        | 2,8%    | [ 2 ] |
| 4       | 18 ottobre 2017 | Vittoria Schisano | 160.000        | 2,2%    | [ 2 ] |

## Seconda edizione (2017)
- Rete: NOVE
- Periodo: 17 novembre 2017 - 16 dicembre 2017
- Numero di puntate: 5

| Puntata | Data | Ospiti | Ascolti        | Ascolti | Fonte |
| Puntata | Data | Ospiti | Telespettatori | Share   | Fonte |
| ------- | ---- | ------ | -------------- | ------- | ----- |
| 1       |      |        |                |         |       |
| 2       |      |        |                |         |       |
| 3       |      |        |                |         |       |
| 4       |      |        |                |         |       |
| 5       |      |        |                |         |       |

## Terza edizione (2018)
- Rete: NOVE
- Periodo: 16 febbraio 2018 - 27 giugno 2018
- Numero di puntate: 19

## Quarta edizione (2018)
- Rete: NOVE
- Periodo: 5 ottobre 2018 - 2 novembre 2018
- Numero di puntate: 5

## Quinta edizione (2019)
- Rete: NOVE
- Periodo: 22 febbraio 2019 - 29 marzo 2019
- Numero di puntate: 9

## Sesta edizione (2019)
- Rete: NOVE
- Periodo: 5 dicembre 2019 - 20 dicembre 2019
- Numero di puntate: 2

## Settima edizione (2020)
- Rete: NOVE
- Periodo: 3 gennaio 2020 - 31 gennaio 2020
- Numero di puntate: 5

## Ottima edizione (2020)
- Rete: NOVE
- Periodo: 27 novembre 2020 - 18 dicembre 2020
- Numero di puntate: 5

## Nona edizione (2021)
- Rete: NOVE
- Periodo: 8 gennaio 2021 - 4 giugno 2021
- Numero di puntate: 21

| Puntata | Data             | Ospiti                  | Ascolti        | Ascolti | Fonti |
| Puntata | Data             | Ospiti                  | Telespettatori | Share   | Fonti |
| ------- | ---------------- | ----------------------- | -------------- | ------- | ----- |
| 1       | 8 gennaio 2021   | Mara Maionchi           | 323.000        | 1,7%    | [ 3 ] |
| 2       | 15 gennaio 2021  | Corrado Augias          | 381.000        | 1,8%    | [ 4 ] |
| 3       | 22 gennaio 2021  | Gad Lerner              | 316.000        | 1,5%    | [ 5 ] |
| 4       | 29 gennaio 2021  | Carlo Calenda           | 346.000        | 1,6%    | [ 6 ] |
| 5       | 5 febbraio 2021  | Andrea Crisanti         |                |         |       |
| 6       | 12 febbraio 2021 | Manuela Arcuri          |                |         |       |
| 7       | 19 febbraio 2021 | Enrico Ruggeri          |                |         |       |
| 8       | 26 febbraio 2021 | Asia Argento            |                |         |       |
| 9       | 11 marzo 2021    | Lino Banfi              |                |         |       |
| 10      | 18 marzo 2021    | Al Bano                 |                |         |       |
| 11      | 25 marzo 2021    | Matteo Bassetti         |                |         |       |
| 12      | 1º aprile 2021   |                         |                |         |       |
| 13      | 9 aprile 2021    | Lucia Azzolina          |                |         |       |
| 14      | 16 aprile 2021   | Alessandro Cecchi Paone |                |         |       |
| 15      | 23 aprile 2021   | Claudio Cecchetto       |                |         |       |
| 16      | 30 aprile 2021   | Maria Giovanna Maglie   |                |         |       |
| 17      | 7 maggio 2021    | Nunzia De Girolamo      |                |         |       |
| 18      | 14 maggio 2021   | Marisa Laurito          |                |         |       |
| 19      | 21 maggio 2021   | Giorgia Meloni          |                |         |       |
| 20      | 28 maggio 2021   | Alessandro Di Battista  |                |         |       |
| 21      | 4 giugno 2021    | Piero Pelù              |                |         |       |

## Decima edizione (2021)
- Rete: NOVE
- Periodo: 24 settembre 2021 - 17 dicembre 2021
- Numero di puntate: 13

| Puntata | Data              | Ospiti                | Ascolti        | Ascolti | Fonti |
| Puntata | Data              | Ospiti                | Telespettatori | Share   | Fonti |
| ------- | ----------------- | --------------------- | -------------- | ------- | ----- |
| 1       | 24 settembre 2021 | Rita dalla Chiesa     |                |         |       |
| 2       | 1º ottobre 2021   | Red Ronnie            |                |         |       |
| 3       | 8 ottobre 2021    | Claudio Martelli      |                |         |       |
| 4       | 15 ottobre 2021   | Carlo Lucarelli       |                |         |       |
| 5       | 22 ottobre 2021   | Ignazio La Russa      |                |         |       |
| 6       | 29 ottobre 2021   | Barbara Alberti       |                |         |       |
| 7       | 5 novembre 2021   | Elenoire Casalegno    |                |         |       |
| 8       | 12 novembre 2021  | Iva Zanicchi          |                |         |       |
| 9       | 19 novembre 2021  | Pif                   |                |         |       |
| 10      | 26 novembre 2021  | Francesco Facchinetti |                |         |       |
| 11      | 3 dicembre 2021   | Gene Gnocchi          |                |         |       |
| 12      | 10 dicembre 2021  | Luca Zaia             |                |         |       |
| 13      | 17 dicembre 2021  | Alessandro Haber      |                |         |       |

## Undicesima edizione (2022)
- Rete: NOVE
- Periodo: 20 maggio 2022 - 10 giugno 2022
- Numero di puntate: 4

| Puntata | Data           | Ospiti                         | Ascolti        | Ascolti | Fonti  |
| Puntata | Data           | Ospiti                         | Telespettatori | Share   | Fonti  |
| ------- | -------------- | ------------------------------ | -------------- | ------- | ------ |
| 1       | 20 maggio 2022 | Edward Luttwak, Guido Crosetto | 360.000        | 2,8%    | [ 7 ]  |
| 2       | 27 maggio 2022 | Matteo Renzi                   | 194.000        | 1,8%    | [ 8 ]  |
| 3       | 3 giugno 2022  | Federico Rampini               | 190.000        | 1,4%    | [ 9 ]  |
| 4       | 10 giugno 2022 | Katia Ricciarelli              | 324.000        | 2,6%    | [ 10 ] |

## Dodicesima edizione (2022)
- Rete: NOVE
- Periodo: 17 giugno 2022 - 15 luglio 2022
- Numero di puntate: 5

| Puntata | Data           | Ospiti             |
| ------- | -------------- | ------------------ |
| 1       | 16 giugno 2022 | Sergio Castellitto |
| 2       | 23 giugno 2022 | Giucas Casella     |
| 3       | 1º luglio 2022 | Marco Tardelli     |
| 4       | 8 luglio 2022  | Vauro              |
| 5       | 15 luglio 2022 | Elodie             |

## Tredicesima edizione (2022-2023)
- Rete: NOVE
- Periodo: 9 dicembre 2022 - 6 gennaio 2023
- Numero di puntate: 5

| Puntata | Data             | Ospiti                         |
| ------- | ---------------- | ------------------------------ |
| 1       | 9 dicembre 2022  | Giuseppe Conte, Umberto Smalia |
| 2       | 16 dicembre 2022 | Alessandro Gassmann            |
| 3       | 23 dicembre 2022 | Massimo Gramellini             |
| 4       | 30 dicembre 2022 | Ilaria D'Amico                 |
| 5       | 6 gennaio 2023   | Enrica Bonaccorti              |

## Quattordicesima edizione (2023)
- Rete: NOVE
- Periodo: 26 maggio 2023 - 28 luglio 2023
- Numero di puntate: 10

| Puntata | Data           | Ospiti                 |
| ------- | -------------- | ---------------------- |
| 1       | 26 maggio 2023 | Danilo Toninelli       |
| 2       | 2 giugno 2023  | Marco Columbro         |
| 3       | 9 giugno 2023  | Antonio Caprarica      |
| 4       | 16 giugno 2023 | Donatella Rettore      |
| 5       | 23 giugno 2023 | Eugenia Maria Roccella |
| 6       | 30 giugno 2023 | Enrico Bertolino       |
| 7       | 7 luglio 2023  | Antonella Elia         |
| 8       | 14 luglio 2023 | Marco Giallini         |
| 9       | 21 luglio 2023 | Tommaso Cerno          |
| 10      | 18 luglio 2023 | Enrico Vanzina         |

## Quindicesima edizione (2024)
- Rete: Rai 3
- Periodo: 13 febbraio 2024 - 26 marzo 2024
- Numero di puntate: 7

| Puntata | Data             | Ospiti                                | Ascolti        | Ascolti | Fonti  |
| Puntata | Data             | Ospiti                                | Telespettatori | Share   | Fonti  |
| ------- | ---------------- | ------------------------------------- | -------------- | ------- | ------ |
| 1       | 13 febbraio 2024 | Nicola Gratteri, Morgan               | 495.000        | 4,08%   | [ 11 ] |
| 2       | 20 febbraio 2024 | Antonio Di Pietro, Massimo Ceccherini | 497.000        | 3,72%   | [ 12 ] |
| 3       | 27 febbraio 2024 | Alessandro Sallusti, Barbara Alberti  | 349.000        | 2,66%   | [ 13 ] |
| 4       | 5 marzo 2024     | Marco Travaglio, Corrado Augias       | 448.000        | 3,59%   | [ 14 ] |
| 5       | 12 marzo 2024    | Sigfrido Ranucci, Gianrico Carofiglio | 529.000        | 4,36%   | [ 15 ] |
| 6       | 19 marzo 2024    | Michele Santoro, Marisa Laurito       | 382.000        | 3,1%    | [ 16 ] |
| 7       | 26 marzo 2024    | Luca Barbareschi, Pif                 | 341.000        | 2,68%   | [ 17 ] |

## Sedicesima edizione (2024)
- Rete: Rai 3
- Periodo: 19 ottobre 2024 - 9 novembre 2024
- Numero di puntate: 4

Il programma va in onda in prima serata (solo per la prima puntata) per poi spostarsi in access prime time (a partire dalla seconda puntata). La terza intervista delle puntate in access prime time è titolata La confessione finale.
| Puntata | Data            | Ospiti                                                   | La confessione | La confessione | La confessione finale | La confessione finale | Fonti  |
| Puntata | Data            | Ospiti                                                   | Telespettatori | Share          | Telespettatori        | Share                 | Fonti  |
| ------- | --------------- | -------------------------------------------------------- | -------------- | -------------- | --------------------- | --------------------- | ------ |
| 1       | 19 ottobre 2024 | Alessandro Di Battista, Veronica Pivetti, Pietro Orlandi | 472.000        | 2,45%          | N.D.                  | N.D.                  | [ 18 ] |
| 2       | 26 ottobre 2024 | Gad Lerner, Lella Costa, Riccardo Iacona                 | 826.000        | 4,68%          | 703.000               | 3,84%                 | [ 19 ] |
| 3       | 2 novembre 2024 | Paolo Mieli, Paolo Rossi, Sergio Rubini                  | 759.000        | 4,26%          | 704.000               | 3,87%                 | [ 20 ] |
| 4       | 9 novembre 2024 | Antonio Padellaro, Italo Bocchino, Giuseppe Vessicchio   | 664.000        | 3,69%          | 512.000               | 2,77%                 | [ 21 ] |

## Diciassettesima edizione (2025)
- Rete: Rai 3
- Periodo: 11 gennaio 2025 - 22 marzo 2025
- Numero di puntate: 10

Il programma va in onda in access prime time (a partire dalla seconda puntata). La seconda intervista si conclude con La confessione finale.
| Puntata | Data             | Ospiti                               | La confessione | La confessione | La confessione finale | La confessione finale | Fonti  |
| Puntata | Data             | Ospiti                               | Telespettatori | Share          | Telespettatori        | Share                 | Fonti  |
| ------- | ---------------- | ------------------------------------ | -------------- | -------------- | --------------------- | --------------------- | ------ |
| 1       | 11 gennaio 2025  | Carlo Lucarelli, Rosy Bindi          | 799.000        | 4,21%          | N.D.                  | N.D.                  | [ 22 ] |
| 2       | 18 gennaio 2025  | Aldo Cazzullo, Lino Guanciale        | 835.000        | 4,55%          | 758.000               | 3,99%                 | [ 23 ] |
| 3       | 25 gennaio 2025  | Paolo Crepet, Marino Bartoletti      | 923.000        | 5,08%          | 824.000               | 4,36%                 | [ 24 ] |
| 4       | 1º febbraio 2025 | Massimo Giletti, Monica Guerritore   | 904.000        | 4,87%          | 883.000               | 4,68%                 | [ 25 ] |
| 5       | 8 febbraio 2025  | Beppe Severgnini, Tullio Solenghi    | 823.000        | 4,42%          | 712.000               | 3,73%                 | [ 26 ] |
| 6       | 22 febbraio 2025 | Tomaso Montanari, Gene Gnocchi       | 837.000        | 4,57%          | 705.000               | 3,71%                 | [ 27 ] |
| 7       | 1º marzo 2025    | Enzo Iacchetti, Moni Ovadia          | 777.000        | 4,19%          | 604.000               | 3,17%                 | [ 28 ] |
| 8       | 8 marzo 2025     | Carmen Lasorella, Claudio Santamaria | 770.000        | 4,45%          | 613.000               | 3,43%                 | [ 29 ] |
| 9       | 15 marzo 2025    | Luigi de Magistris, Pino Strabioli   | 767.000        | 4,12%          | 673.000               | 3,50%                 | [ 30 ] |
| 10      | 22 marzo 2025    | Dacia Maraini, Rocco Papaleo         | 903.000        | 4,83%          | 825.000               | 4,24%                 | [ 31 ] |